# Abcfinance
Die Abcfinance GmbH ist eine banken- und herstellerunabhängige Leasinggesellschaft in Deutschland. Sie hat seit ihrer Gründung im Jahr 1976 ihren Sitz in Köln. Als Teil der Werhahn Gruppe aus Neuss bildet sie gemeinsam mit der „Abcbank“ den Geschäftsbereich Abcfinance. Das Unternehmen ist Mitglied im Bundesverband Deutscher Leasing-Unternehmen und im Deutschen Factoring-Verband.

## Geschichte
Die  Abcfinance wurde 1976 als ABC Techno Leasing als 100-prozentiges Tochterunternehmen der Wilh. Werhahn KG gegründet und war zunächst im Leasing von Telefonanlagen tätig. 2008 wurde sie mit der FHL Leasing- und Vermietungs GmbH und die ABC Factoring GmbH zusammengeführt und ist seitdem Dachgesellschaft für Leasing, Absatzfinanzierung und Factoring.
In den Folgejahren wuchs das Unternehmen unter anderem durch Akquisitionen. Zu den erworbenen Unternehmen zählen im Bereich Leasing unter anderem die DeTeWe Finance Leasing GmbH, PCL Consult Leasing GmbH & Co. KG, DV Systems GmbH, FCS Financial & Consulting Services GmbH und die der Leasconcept GmbH & Co. KG. An der heutigen ETL Finance GmbH & Co. KG erwarb abcfinance 2011 51 Prozent.
Im Bereich Factoring erwarb Abcfinance die Unternehmen BF Bestattungsfinanz GmbH, BMP Becker, Müller & Partner GmbH, die Dresdner Factoring AG und die G.R. Factoring GmbH.
Seit 2011 ist Abcfinance durch die Akquisition der Universal Leasing Benelux auf dem niederländischen Leasingmarkt tätig. Durch einen weiteren Zukauf der Creditforce B.V. seit 2013 auch im Geschäftsfeld Factoring. Seit 2014 ist Abcfinance auch mit einer Tochtergesellschaft in Österreich vertreten. Im Jahr 2019 gründete Abcfinance die 100-prozentige Tochtergesellschaft abcfinance advise GmbH für den Eigenvertrieb aus.
Die Buchstaben „abc“ im Namen stehen für frühere Qualifizierungskriterien von Krediten: „a“ für kurzfristige Kredite bis zu sechs Monaten Laufzeit, „b“ für längerfristige Kredite bis zu 18 Monaten und „c“ für das sogenannte Wechselgeschäft.